# Männer, die Sex mit Männern haben

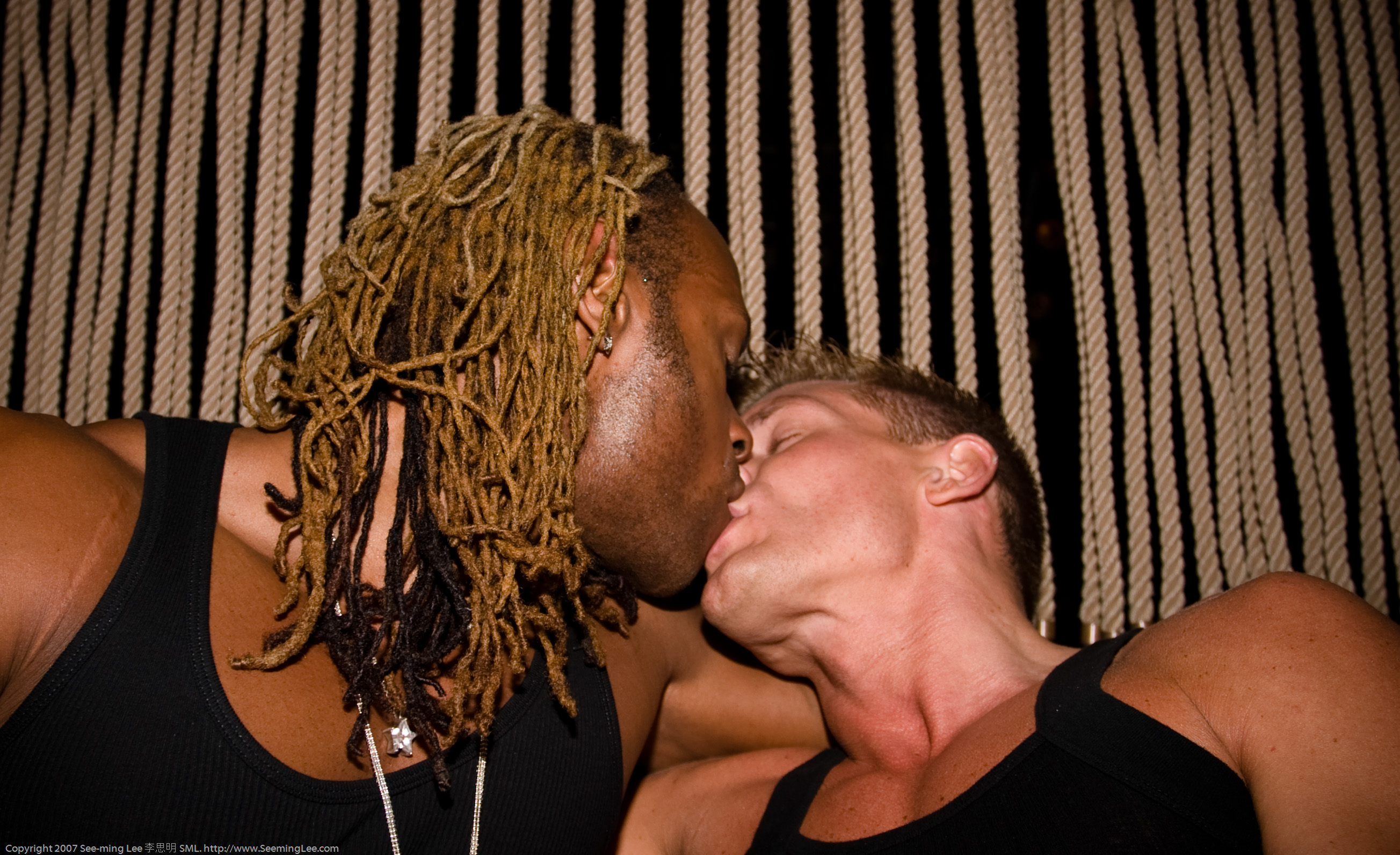
Küssende Männer

Männer, die Sex mit Männern haben (MSM) bezeichnet allgemein Männer, die gleichgeschlechtliche Sexualkontakte mit anderen Männern haben. Analog dazu existiert der Begriff der Frauen, die Sex mit Frauen haben (FSF oder WSW). Die Formulierungen entstanden aus dem Bedürfnis heraus, ungeachtet der sexuellen Identität über die Sexualkontakte einer Person zu sprechen und oft als wertend empfundene und ideologisch aufgeladene Begriffe zu vermeiden.
So haben nicht alle Personen mit gleichgeschlechtlichen Sexualkontakten eine homo- oder bisexuelle Identität, und manche lehnen es auch ab, ihre gleichgeschlechtlichen Sexualkontakte als „homosexuelle Sexualkontakte“ zu bezeichnen. Außerdem soll vermieden werden, dass man von als „homo- oder bisexuell“ bezeichneten Menschen unzutreffende Vorstellungen hat oder je nach Definition Gruppen relevanter Personen ausgeschlossen werden. Besondere Bedeutung hat dies bei der Forschung zu sexuell übertragbaren Krankheiten, wofür der Begriff ursprünglich entwickelt wurde.

## Verwendung
Die Bezeichnungen werden ungeachtet einer möglichen Eigendefinition der Probanden als homosexuell, bisexuell oder heterosexuell verwendet; sie dienen dazu, stereotype Denkweisen über die beschriebenen Personen zu vermeiden. Ähnlich wie gleichgeschlechtlich beschreiben sie Verhaltensweisen in unterschiedlichen Kulturen und historischen Kontexten. Verwendet werden sie vor allem im Bereich der Epidemiologie, aber auch in der Soziologie, Anthropologie und der fächerübergreifenden Sexologie.
Für AIDS-Präventionsarbeit am schwierigsten erreichbar sind MSM, die sich als heterosexuell definieren. Oft wollen sie mit der „Szene“ nichts zu tun haben. Erfolgversprechend sind anonyme Treffpunkte wie Cruising-Gebiete (Parks, Seen), Klappen, Sexkinos und Autobahnparkplätze, wo einige Projekte versuchen, zurückhaltend Präventionsarbeit vor Ort durchzuführen.
Die folgenden beispielhaften Studien erheben nicht den Anspruch, repräsentativ zu sein und sollen nur einen ungefähren Anhaltspunkt über die Größenordnungen geben. Bei einer Studie aus New York City, die 2003 durchgeführt und 2006 veröffentlicht wurde, gab annähernd einer von zehn Männern an, heterosexuell zu sein und im letzten Jahr Sex mit Männern gehabt zu haben. 70 % dieser Männer waren mit einer Frau verheiratet. Etwa 10 % diese verheirateten Männer hatten bestätigt, dass sie innerhalb des letzten Jahres Sex mit einem Mann gehabt hatten. 
Die Telefoninterviews wurden in neun verschiedenen Sprachen durchgeführt und heterosexuelle Männer, die Sex mit Männern haben, sind öfter fremdländischer Herkunft als schwule Männer. Auch benutzen Männer, die sich als heterosexuell bezeichneten, weniger oft ein Kondom als Männer, die sich als homosexuell definierten. Bei einer 1992 durchgeführten australischen Studie mit Männern über 50 Jahren, die in den letzten fünf Jahren Sex mit Männern hatten, bezeichneten sich 28,5 % als bisexuell und 3,9 % als heterosexuell.
Schon Alfred Charles Kinsey, der sowohl psychische als auch physische Erfahrungen berücksichtigte, erkannte vor 1948, wie schwer es ist, das sexuelle Verhalten von Menschen zu kategorisieren. Als Hilfsmittel entwickelte er die Kinsey-Skala, die ein Kontinuum zwischen den zwei Extremen heterosexuell und homosexuell darstellt, und definierte alle dazwischenliegenden Stufen als bisexuell. Er sah auch keine Veranlassung mehr, von „dem Homosexuellen“ zu sprechen. Andere Forscher setzten die Grenzen an anderen Punkten. Dies bereitet wenig Probleme, solange man sich bewusst ist, dass jede Grenzziehung künstlich und willkürlich ist und auch so verstanden werden muss (siehe Sexuelle Orientierung). Nach Stonewall bezeichneten sich immer mehr Männer selbst als homosexuell, schwul oder bisexuell. Dies war auch durch die sozialpolitischen Zwänge initiiert, um als Gruppe gegen die Unterdrückung anzutreten.

## Entstehungsgeschichte und Hintergründe
Nach der Entdeckung von AIDS wurden in verschiedenen Ländern Erhebungsbögen entworfen, um das mögliche Infektionsrisiko der zu testenden Personen festzuhalten. Anfangs wurde oft einfach gefragt, ob man schwul sei, und die befragte Person wurde je nachdem in die Infektionsrisikokategorien „Homosexualität“ oder „Heterosexualität“ eingeteilt. Erst mit der Zeit wurde den Wissenschaftlern klar, dass nicht jeder selbstdefinierte Schwule Sexualkontakte haben muss und dass viele Männer mit gleichgeschlechtlichen Sexualkontakten sich nicht als schwul definieren. Daraufhin wurde die Fragestellung geändert, ob man „homosexuelle Kontakte“ gehabt habe. Doch auch dabei dachten viele, dass ihre gleichgeschlechtlichen Aktivitäten nicht damit gemeint seien, insbesondere wenn sie gleichzeitig gegengeschlechtliche Beziehungen hatten. Man veränderte wieder die Fragestellung, fragte nach „homosexuellen oder bisexuellen Kontakten“ und sah auf den Erhebungsbögen drei Kategorien vor. 
Und noch immer gab es viele Männer, die „homosexuell“ nicht auf ihre eigenen Sexualkontakte mit Männern bezogen, und andere, die das Etikett „bisexuell“ ablehnten – trotz nachgewiesenen oder bei Nachfragen zugegebenen Sexualkontakten mit Frauen und Männern. So formulierte man die Frage schlichter und fragte getrennt nach sexuellen Kontakten zu Frauen und Männern. Im Erhebungsbogen standen aber noch immer die drei Kategorien „heterosexuell“, „bisexuell“ und „homosexuell“ zur Auswahl. Zusätzlich addierte man dann automatisch immer zwei Kategorien zu „homosexuelle oder bisexuelle Männer“ und nie „heterosexuelle oder bisexuelle Männer“. Unter Einfluss des US-amerikanischen Centers for Disease Control and Prevention (CDC) wurde die kombinierte Kategorie „homo/bi“ weltweit eingeführt.
Mit der Zeit wurde einigen Forschern klar, dass sie sehr verschiedene, epidemiologisch unterschiedlich relevante und auch in der Präventionsarbeit wichtige Verhaltensweisen in einen Topf warfen. „Bisexuell“ konnte beispielsweise Folgendes bedeuten:
1. Ein ansonsten „treuer“ Ehemann nimmt die Dienste eines Strichers in Anspruch.
2. Ein Stricher, der täglich mehrere Kunden und gleichzeitig mehrere Freundinnen hat.
3. Ein in der Sexualwissenschaft schon länger bekannter überzeugter Schwuler, der bisweilen sexuell mit Frauen, auch mit Lesben verkehrt.
4. Ein „heterosexueller Swinger“, der beim Partnertausch auch gleichgeschlechtliche Kontakte „in Kauf nimmt“.
5. Ein sexuell experimentierfreudiger Jugendlicher.
6. Ein langjähriger (heterosexueller) Strafgefangener.

Noch gravierender wirkte sich die CDC-Definition im Falle gleichgeschlechtlich verkehrender Frauen aus. Als Lesbe galt eine Frau, „wenn sie Sexualkontakt mit Frauen hat und seit 1977 keinen Sexualkontakt mit einem Mann hatte.“ Dies schloss sowohl die Mehrheit derjenigen aus, die sich selbst als lesbisch definieren, als auch die große Zahl jener, die sich bei gleichem Verhalten als nicht lesbisch definieren. Spätestens ab 1990, möglicherweise auch etwas früher, begann man, die Begriffe „MSM“ und „WSW“ zuerst im Gesundheitsdiskurs zu verwenden. Selbst das sonst erfahrene Gesundheitsamt in San Francisco erkannte – im Gegensatz zu den dort ansässigen Sexualwissenschaftlern, die niemand fragte – erst 1993, über zehn Jahre nach der Entdeckung von AIDS, dass die Denkschablonen „homosexuell“ und „bisexuell“ zu falschen Schlüssen bezüglich des Infektionsrisikos von Frauen führte, und verkündete die bis dahin verdrängte Einsicht:

„Frauen, die Sexualkontakt mit Frauen haben, zeigen eine Vielfalt sexueller Identitäten, persönlicher Eigenschaften und Verhaltensweisen, die sie einem HIV-Ansteckungsrisiko aussetzen. Gewöhnlich benutzt man die Begriffe ‚lesbisch‘ oder ‚bisexuell‘ zur Bezeichnung dieser Frauen, aber ihre Partnerwahl und ihr Sexualverhalten stimmt mit solchen Identitätsbeschreibungen keineswegs immer überein. Es gibt selbstdefinierte Lesbinnen, die Sexualkontakt mit Männern haben, sogar für Geld, und es gibt Frauen, die sich als heterosexuell definieren und dennoch weibliche Sexualpartner haben. Frauen, die Sexualkontakt mit Frauen haben, können wenige oder viele Partnerinnen haben, sie können Mütter sein, Drogenabhängige, Akademikerinnen, Straßenprostituierte, Obdachlose oder Gefangene. Trotz dieser Verschiedenheiten können die jetzigen HIV-Statistiken sie zu dem Glauben verleiten, sie liefen kein oder nur ein geringes Ansteckungsrisiko.“

Und man kam zu dem Schluss:

„Die hier beschriebenen Tatsachen zeigen, dass es problematisch ist, weitgefasste Identifikationskategorien zu benutzen anstatt sich auf spezifische Verhaltensweisen zu konzentrieren, die ein HIV-Infektionsrisiko mit sich bringen. Unsere Versuche, im Rahmen der öffentlichen Gesundheit die Infektion mit HIV und anderen sexuell übertragbaren Krankheiten zu reduzieren, werden solange unzulänglich sein, wie wir unfähig bleiben, mit allen Teilen der Bevölkerung klar und deutlich über spezifische Verhalten zu sprechen“

Die traditionellen Erhebungsbögen erwiesen sich dadurch als zu simpel und es wurden in einigen Ländern neue Bögen entwickelt, welche eine größere Differenzierung hatten und auf kulturell bzw. ideologisch „vorbelastete“ Begriffe komplett verzichteten. Diese Grundlagen sind auch manchmal wichtig, um beispielsweise bei einer Sexualanamnese vor einer ärztlichen Behandlung oder bei einer nichtärztlichen Therapie bzw. einer Sexual- und Eheberatung ein realistisches Bild vom Sexualverhalten der Klienten oder des Klientenpaares zu bekommen. Die Prägung der Abkürzungen durch Glick et al. im Jahre 1994 signalisierte die Etablierung des neuen Konzepts.